# Панчарево
Панчарево (болг. Панчарево) — село в Болгарии. Находится в Городской области Софии, входит в общину Столична. Население составляет 2 680 человек.

## Политическая ситуация
Панчарево подчиняется непосредственно общине и не имеет своего кмета.
Кмет (мэр) общины Столична — Бойко Методиев Борисов (Граждане за европейское развитие Болгарии (ГЕРБ)) по результатам выборов в правление общины.